# 烏平通

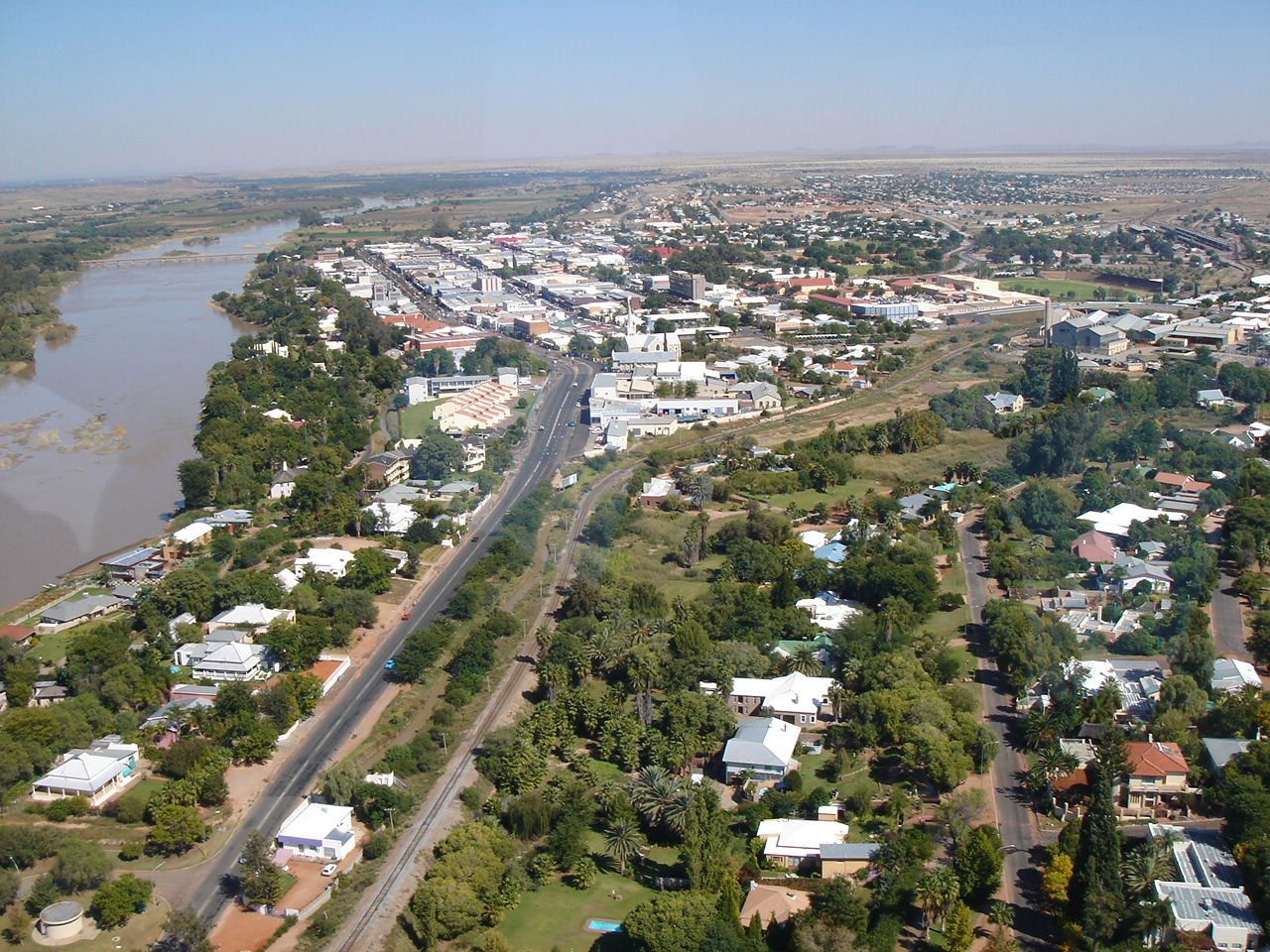

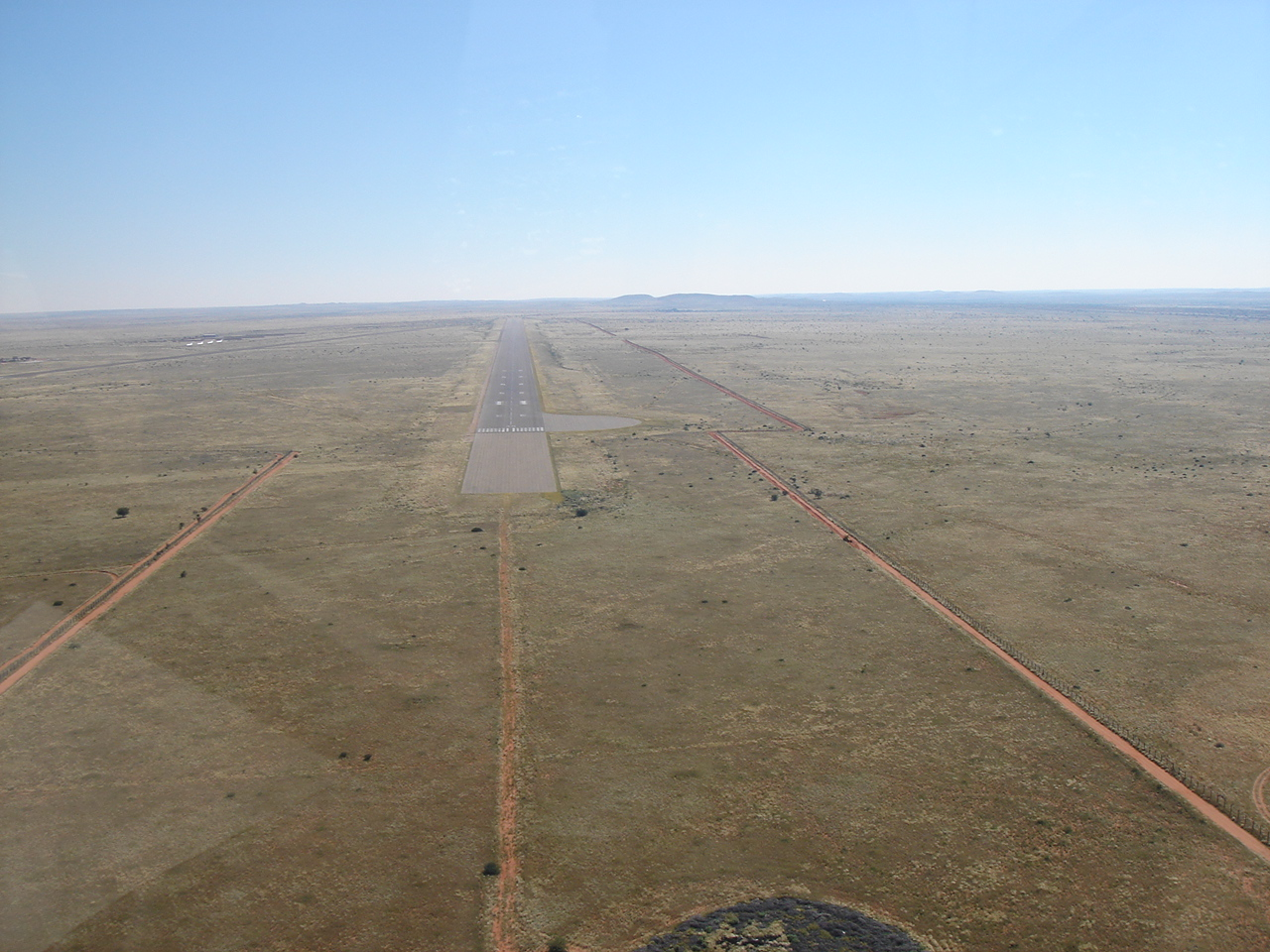

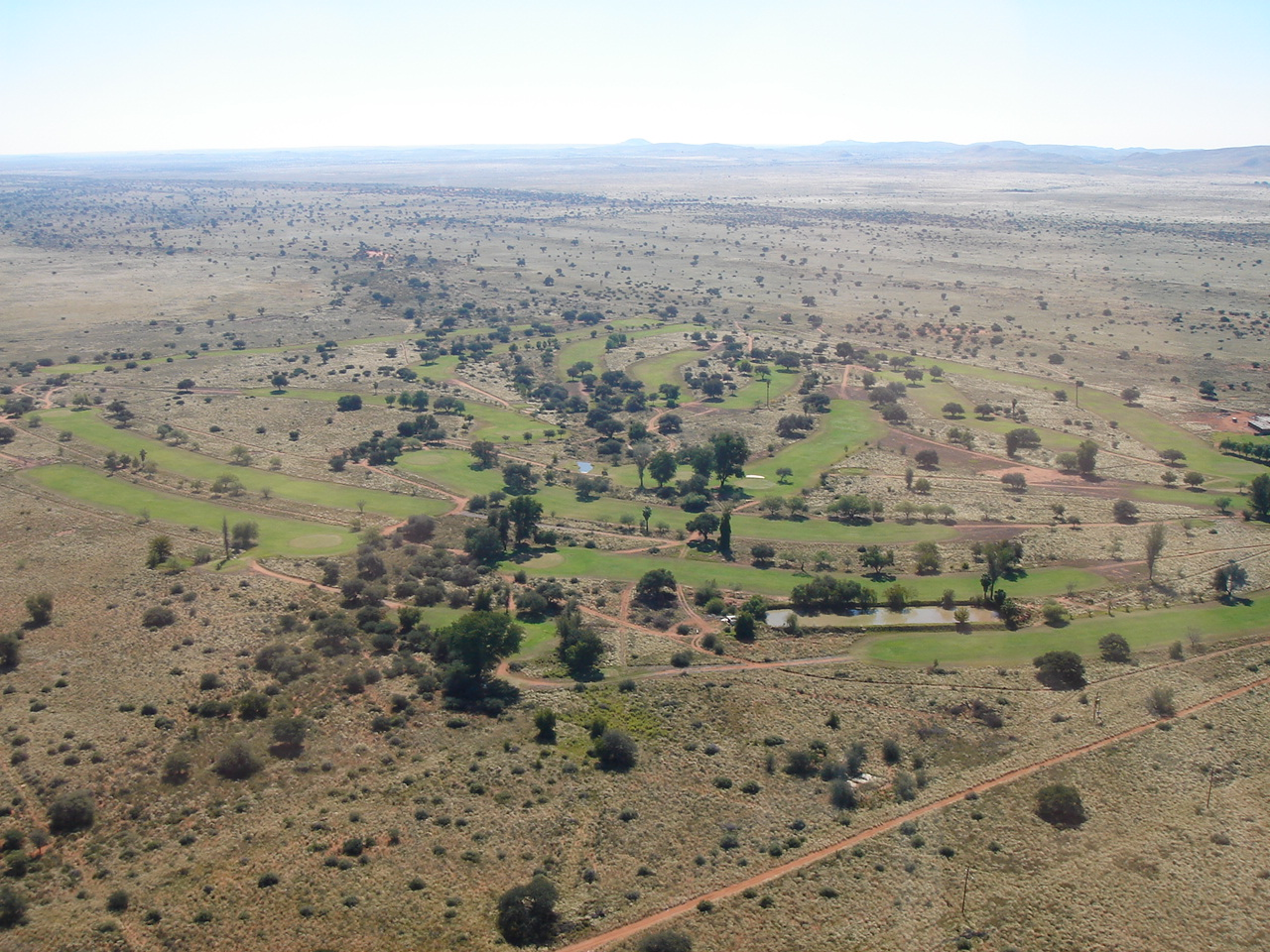

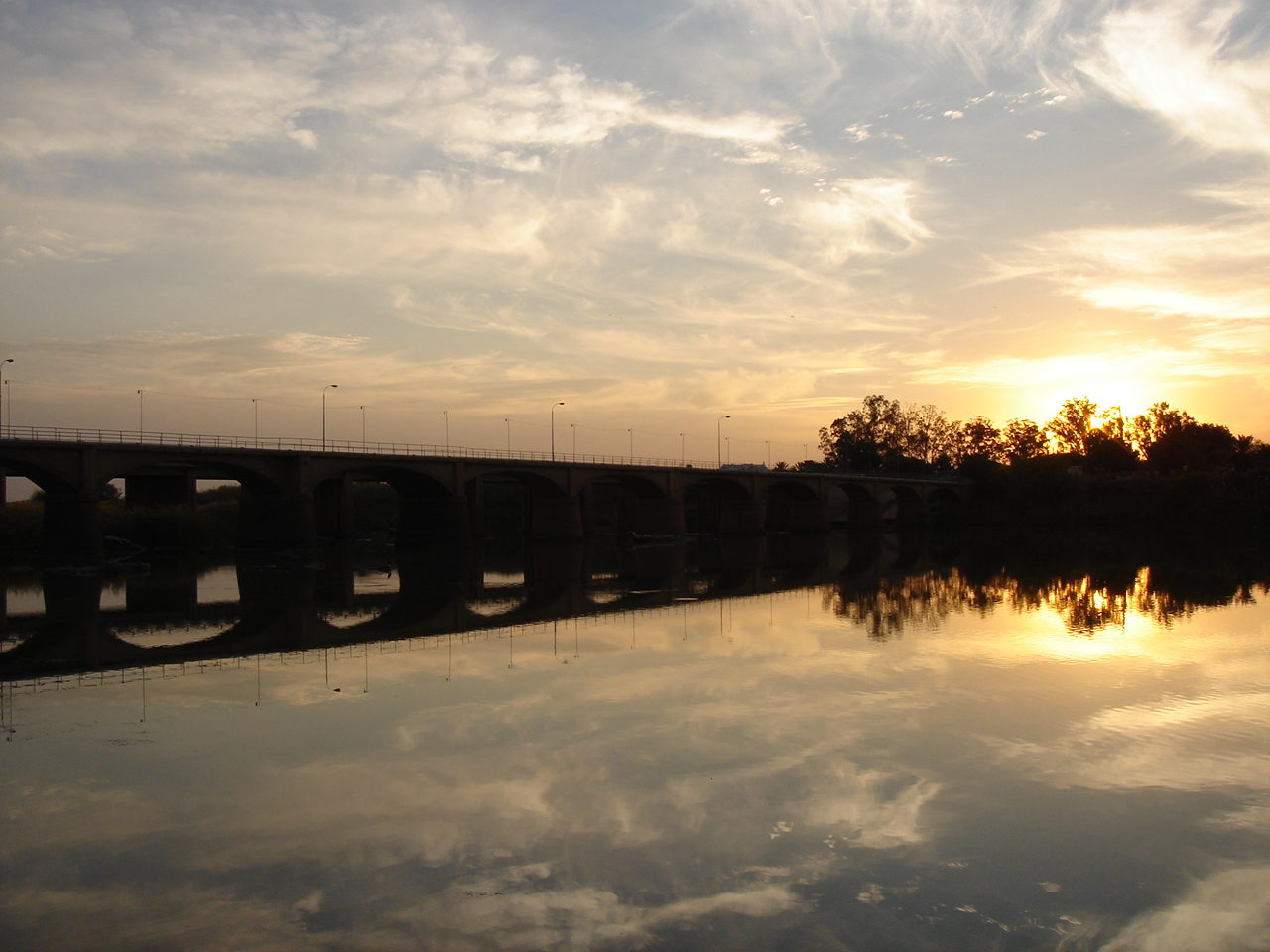

烏平頓是南非的城鎮，位於該國北部，由北開普省負責管轄，始建於1873年，面積38.95平方公里，每年平均降雨量189毫米，2007年人口46,909，人口密度每平方公里1,200人。

## 外部連結
- Additional information about Upington Airport
- The Orange River Wine Cellars Home Page （页面存档备份，存于）
- South Africa Facts: Upington
- Upington Business Directory （页面存档备份，存于）